# Andreas Halbach
Andreas Halbach (* 1960) ist ein deutscher Fernsehjournalist.

## Leben
Andreas Halbach arbeitete zunächst für den Kölner Stadt-Anzeiger, wechselte 2001 zum WDR und 2003 zum ZDF. Seit 2006 arbeitet Halbach als Redakteur für das investigative Fernsehmagazin „frontal21“. Hier deckte er 2007/2008 den ostdeutschen Müllskandal auf.
Bemerkenswert auch das Interview Halbachs mit Bahnchef Rüdiger Grube während der Feiern zum Spatenstich des Bahnprojektes „Stuttgart 21“, in welchem Grube zugeben musste, den Bericht des Bundesrechnungshofes über die unverhältnismäßigen Kostensteigerungen der Baumaßnahme nicht zu kennen. Am 4. Juli 2017 wurde Halbach vom Oberlandesgericht Köln verurteilt, weil er das Bild eines vermeintlichen Ebola-Patienten aus der Uniklinik der RWTH Aachen gegen dessen Willen verbreitet hat. In der Zeitung war das Foto des erkennbaren Mannes mit Mundschutz und Handschuhen und der Bezeichnung „Ebola-Verdächtiger“ erschienen.
Halbach legte gegen die Entscheidung Verfassungsbeschwerde zum Bundesverfassungsgericht ein und hatte am 8. Juli 2020 Erfolg. Das Bundesverfassungsgericht hob die Entscheidungen des Amtsgerichts Aachen vom 29. Oktober 2015 - 447 Ds-2 Js 1508/14-249/15 – und des Landgerichts Aachen vom 7. September 2016 - 71 Ns-2 Js 1508/14-15/16 – sowie den Beschluss des Oberlandesgerichts Köln vom 2. Juni 2017 – III-1 RVs 93/17 – auf. Sie verletzten den Beschwerdeführer in seinem Grundrecht auf Pressefreiheit gemäß Artikel 5 Absatz 1 Satz 2 des Grundgesetzes, so das oberste Gericht. Es vertritt die Auffassung, „dass es Pressefotografen und Journalisten möglich sein muss, ohne Furcht vor Strafe unverpixeltes Bildmaterial an Redaktionen zu liefern.“ Die Entscheidungen des Landgerichts und des Oberlandesgerichts wurden aufgehoben und die Sache wurde zur erneuten Entscheidung über die Berufung an das Landgericht Aachen zurückverwiesen. Das Land Nordrhein-Westfalen hat dem Beschwerdeführer die notwendigen Auslagen zu erstatten.
Der Deutsche Journalisten-Verband DJV begrüßte den Beschluss: „Für Bildjournalisten ist das ein gutes Urteil, entbindet es sie doch von langwierigen Rechtsstreitigkeiten um die Wahrung von Persönlichkeitsrechten mit offenem Ausgang. Indem Karlsruhe klar die Verantwortlichkeit benennt, werden die unterschiedlichen Aufgaben von Freien und Redaktionen betont.“
Im Juni 2019 wurde Halbach in Polizeigewahrsam genommen, weil er nach der Auflösung einer privaten Party aufgrund von Ruhestörung, Polizisten angeschrien und diese unberechtigterweise gefilmt haben soll.
Schon nach zwei Tagen stellte sich jedoch heraus, dass sich Halbach korrekt verhalten hatte. Das Amtsgericht Köln lehnte die Eröffnung eines Hauptverfahrens wegen des Straftatbestandes des § 201 StGB mit Beschluss vom 29. Juli 2020 ab, „da keine Verletzung der Vertraulichkeit des Wortes vorliegt“. Ein Ermittlungsverfahren gegen die vor Ort tätigen Polizeibeamten läuft aktuell noch. Der Vorsitzende des Deutschen Journalisten Verbandes NRW setzte sich beim Innenminister des Landes Nordrhein-Westfalen für Halbach ein und forderte die sofortige Einstellung der Ermittlungen.

## Auszeichnungen
Halbach wurde für mehrere Journalistenpreise nominiert, unter anderem für
- 2010: „Der lange Atem“ (Berliner Journalisten Verband) für „Illegale Müllverklappung in Ostdeutschland“[11]
- 2009: „Ernst-Schneider-Preis“[12]